# Fußball-Verbandsliga Westfalen 1970/71
Die Saison 1970/71 war die 15. Spielzeit der drittklassigen Verbandsliga Westfalen. Westfalenmeister wurde der SVA Gütersloh, die ebenso wie Vizemeister VfL Klafeld-Geisweid in der folgenden Aufstiegsrunde den Sprung in die Regionalliga schaffte. Aus der Gruppe 1 stiegen Eintracht Ahaus und SuS Lage; aus der Gruppe 2 der Hombrucher FV 09 und Arminia Marten ab. Aus der Regionalliga West stieg keine Mannschaft in die Verbandsliga ab. Aus den Landesligen stiegen die SG Castrop-Rauxel, der Erler SV 08, SuS Hüsten 09, der Königsborner SV, der TuS Neuenrade und der TuS Sennelager auf. Der STV Horst-Emscher wechselten zur kommenden Saison von Gruppe 2 in Gruppe 1.

## Legende
| (A) | Absteiger aus der Regionalliga in der Vorsaison          |
| (N) | Aufsteiger aus der Landesliga Westfalen in der Vorsaison |

## Tabellen

### Gruppe 1
| Pl.               | Verein                | Sp. | S  | U | N  | Tore    | Diff. | Punkte |
| ----------------- | --------------------- | --- | -- | - | -- | ------- | ----- | ------ |
| 1.                | SVA Gütersloh         | 30  | 19 | 5 | 6  | 071:280 | +43   | 43:17  |
| 2.                | Hammer SpVg           | 30  | 19 | 5 | 6  | 071:340 | +37   | 43:17  |
| 3.                | TSV Marl-Hüls (A)     | 30  | 16 | 5 | 9  | 060:470 | +13   | 37:23  |
| 4.                | Minden 05             | 30  | 14 | 8 | 8  | 064:330 | +31   | 36:24  |
| 5.                | SC Hassel             | 30  | 14 | 5 | 11 | 046:340 | +12   | 33:27  |
| 6.                | VfB 03 Bielefeld      | 30  | 13 | 7 | 10 | 054:430 | +11   | 33:27  |
| 7.                | TuS Ahlen             | 30  | 13 | 7 | 10 | 050:500 | ±0    | 33:27  |
| 8.                | SV Brackwede          | 30  | 13 | 7 | 10 | 038:380 | ±0    | 33:27  |
| 9.                | 1. FC Paderborn (N)   | 30  | 10 | 9 | 11 | 046:540 | −8    | 29:31  |
| 10.               | SpVg Beckum (N)       | 30  | 10 | 8 | 12 | 042:480 | −6    | 28:32  |
| 11.               | SpVg Emsdetten 05 (N) | 30  | 10 | 7 | 13 | 051:610 | −10   | 27:33  |
| 12.               | VfL Schlangen (N)     | 30  | 10 | 6 | 14 | 032:560 | −24   | 26:34  |
| 13.               | SpVgg Herten          | 30  | 11 | 3 | 16 | 049:480 | +1    | 25:35  |
| 14.               | Spvg Steinhagen       | 30  | 9  | 6 | 15 | 048:690 | −21   | 24:36  |
| 15.               | Eintracht Ahaus       | 30  | 4  | 7 | 19 | 034:690 | −35   | 15:45  |
| 16.               | SuS Lage              | 30  | 4  | 7 | 19 | 035:790 | −44   | 15:45  |
| Stand: Saisonende |                       |     |    |   |    |         |       |        |

#### Entscheidungsspiel um die Gruppenmeisterschaft
Die beiden punktgleichen Mannschaften aus Gütersloh und Hamm sollten in einem Spiel auf neutralen Platz den Meister der Gruppe 1 ermitteln. Das Spiel in der Beckumer Römerkampfbahn endete vor 10.000 Zuschauern mit 2:2 nach Verlängerung, so dass ein Wiederholungsspiel angesetzt wurde. Hier setzte sich Gütersloh erneut vor 10.000 Zuschauern mit 3:2 durch und spielte damit um die Westfalenmeisterschaft, Hamm um die Teilnahm an der Deutschen Amateurmeisterschaft.
|               | Ergebnis            |             |
| ------------- | ------------------- | ----------- |
| SVA Gütersloh | 2:2 n. V. 2:2, 0:1) | Hammer SpVg |
| SVA Gütersloh | 3:2 (1:1)           | Hammer SpVg |

### Gruppe 2
| Pl.               | Verein                     | Sp. | S  | U  | N  | Tore    | Diff. | Punkte |
| ----------------- | -------------------------- | --- | -- | -- | -- | ------- | ----- | ------ |
| 1.                | VfL Klafeld-Geisweid       | 30  | 19 | 9  | 2  | 052:210 | +31   | 47:13  |
| 2.                | Sportfreunde Siegen        | 30  | 18 | 7  | 5  | 065:300 | +35   | 43:17  |
| 3.                | STV Horst-Emscher          | 30  | 16 | 10 | 4  | 053:280 | +25   | 42:18  |
| 4.                | SSV Hagen                  | 30  | 15 | 6  | 9  | 051:360 | +15   | 36:24  |
| 5.                | DSC Wanne-Eickel           | 30  | 12 | 9  | 9  | 042:370 | +5    | 33:27  |
| 6.                | RSV Meinerzhagen           | 30  | 12 | 6  | 12 | 038:470 | −9    | 30:30  |
| 7.                | VfL Witten                 | 30  | 11 | 7  | 12 | 033:400 | −7    | 29:31  |
| 8.                | TuS Hattingen              | 30  | 10 | 9  | 11 | 039:490 | −10   | 29:31  |
| 9.                | VfL Schwerte               | 30  | 10 | 6  | 14 | 043:420 | +1    | 26:34  |
| 10.               | Borussia Dortmund Am.      | 30  | 8  | 9  | 13 | 034:390 | −5    | 25:35  |
| 11.               | SG Wattenscheid 09 Am. (N) | 30  | 10 | 5  | 15 | 044:500 | −6    | 25:35  |
| 12.               | TuS Iserlohn               | 30  | 10 | 5  | 15 | 042:550 | −13   | 25:35  |
| 13.               | RSV Höh 1 (N)              | 30  | 6  | 13 | 11 | 029:440 | −15   | 25:35  |
| 14.               | Preußen Hochlarmark        | 30  | 10 | 4  | 16 | 033:460 | −13   | 24:36  |
| 15.               | Hombrucher FV 09           | 30  | 7  | 9  | 14 | 037:480 | −11   | 23:37  |
| 16.               | Arminia Marten             | 30  | 6  | 6  | 18 | 041:640 | −23   | 18:42  |
| Stand: Saisonende |                            |     |    |    |    |         |       |        |

## Westfalenmeisterschaft
Die beiden Gruppensieger sollten in einem Entscheidungsspiel den Westfalenmeister ermittelten. Am 9. Mai 1971 setzte sich der SVA Gütersloh im Hagener Ischelandstadion vor 2.023 Zuschauern mit 1:0 gegen den VfL Klafeld-Geisweid durch. Beide Mannschaften qualifizierten sich für die Aufstiegsrunde zur Regionalliga West.
|                                     | Ergebnis  |                                            |
| ----------------------------------- | --------- | ------------------------------------------ |
| SVA Gütersloh Meister der Staffel 1 | 1:0 (0:0) | VfL Klafeld-Geisweid Meister der Staffel 2 |

## Qualifikation für die Deutsche Amateurmeisterschaft
Die Vizemeister der beiden Gruppen ermittelten in einem Spiel den westfälischen Teilnehmer an der deutschen Amateurmeisterschaft. Die Sportfreunde Siegen setzte sich am 16. Mai 1971 vor 4.000 Zuschauern im neutralen Werdohl mit 4:3 gegen die Hammer SpVg durch und qualifizierte sich für die Deutsche Amateurmeisterschaft, wo die Siegener bereits in der ersten Runde ausschieden.
|                                       | Ergebnis  |                                               |
| ------------------------------------- | --------- | --------------------------------------------- |
| Hammer SpVg Vizemeister der Staffel 1 | 3:4 (3:1) | Sportfreunde Siegen Vizemeister der Staffel 2 |

## Entscheidungsspiel gegen den Abstieg
Die Drittletzten der beiden Gruppen ermittelten in einem Spiel einen möglichen weiteren Absteiger aus der Verbandsliga für den Fall, dass Gütersloh und/oder Klafeld-Geisweid nicht in die Regionalliga aufsteigen sollten. Das Spiel fand am 2. Juni 1971 vor 100 Zuschauern im neutralen Bockum-Hövel statt. Da jedoch Gütersloh und Klafeld-Geisweid den Aufstieg schafften wurde das Entscheidungsspiel bedeutungslos.
|                                   | Ergebnis |                                       |
| --------------------------------- | -------- | ------------------------------------- |
| Spvg Steinhagen 14. der Staffel 1 | 0:2      | Preußen Hochlarmark 14. der Staffel 2 |

## Aufstiegsrunde
Die Vizemeister der fünf Landesligastaffeln BVH Dorsten, der TuS Eving-Lindenhorst, SuS Herford, SuS Hüsten 09, der Soester SV ermittelten im Ligasystem einen weiteren Aufsteiger in die Verbandsliga. Die Runde wurde vor dem letzten Spieltag abgebrochen, da SuS Hüsten 09 als Aufsteiger feststand.
| Pl.               | Verein                                                    | Sp. | S | U | N | Tore    | Diff. | Punkte |
| ----------------- | --------------------------------------------------------- | --- | - | - | - | ------- | ----- | ------ |
| 1.                | SuS Hüsten 09 Vizemeister der Landesligastaffel 2         | 3   | 3 | 0 | 0 | 008:200 | +6    | 06:0   |
| 2.                | Soester SV Vizemeister der Landesligastaffel 5            | 4   | 2 | 1 | 1 | 009:900 | ±0    | 05:30  |
| 3.                | TuS Eving-Lindenhorst Vizemeister der Landesligastaffel 3 | 3   | 1 | 0 | 2 | 008:800 | ±0    | 02:40  |
| 4.                | BVH Dorsten Vizemeister der Landesligastaffel 4           | 3   | 0 | 2 | 1 | 006:700 | −1    | 02:40  |
| 5.                | SuS Herford Vizemeister der Landesligastaffel 1           | 3   | 0 | 1 | 2 | 005:100 | −5    | 01:50  |
| Stand: Saisonende |                                                           |     |   |   |   |         |       |        |